# Tipula (Microtipula) quadricollis
Tipula (Microtipula) quadricollis is een tweevleugelige uit de familie langpootmuggen (Tipulidae). De soort komt voor in het Neotropisch gebied.